# Politicamente Correto & Direitos Humanos
Politicamente Correto & Direitos Humanos é um livro escrito por Antônio Carlos Queiroz com o apoio da Secretaria Especial dos Direitos Humanos e do então presidente da República Luiz Inácio Lula da Silva em 2004. O livro que ficou popularmente conhecido como "cartilha do politicamente correto", apresenta-se como um manual do uso politicamente correto de determinadas palavras que, segundo o autor, "escondem preconceitos e discriminações contra pessoas ou grupos sociais". A introdução do livro afirma que ele é destinado a pessoas com grande influência social, entre eles "parlamentares, agentes e delegados da polícia, guardas de trânsito, jornalistas e professores". O livro todo desenvolve-se como um glossário, explicando a origem de 96 de algumas palavras e expressões comuns e seus sinônimos menos ofensivos. A tiragem inicial do livro foi de cinco mil exemplares e teve verba de 30 mil reais do Governo Federal do Brasil. Foi recebido em sua maioria com críticas negativas por parte de jornalistas e acadêmicos.

## Críticas
O jornalista João Gabriel de Lima, da Revista Veja, escreveu na edição de 11 de maio de 2005 uma reportagem de título "Index das palavras", em referência ao Index Librorum Prohibitorum. O jornalista questiona a remoção de certas palavras que não são amplamente consideradas ofensivas, ele ainda cita obras clássicas da literatura brasileira e canções de músicos consagrados que contêm as palavras "banidas" pelo livro. Ele afirma que "existem termos realmente ofensivos a minorias, mas esses não precisam de legislação para sumir do vocabulário", fazendo referência à vontade de Lula de que tais palavras fossem banidas da língua portuguesa.
Luciana Nanci, da revista Consultor Jurídico, chama atenção para a avaliação do livro sobre dizer que políticos são "farinha do mesmo saco". Ele afirma que essa expressão é "preconceito de gente mal informada" e "ilustra a falsidade e leviandade das generalizações apressadas, base de quase todos os preconceitos".
Hélio Schwartsman, da Folha de S. Paulo, escreveu uma matéria com o título de "Tributo à estultice", em que também fez críticas negativas o livro, que afirma ser uma "realização inepta de uma ideia estúpida". Ele destaca que para muitas das palavras presentes no livro, não há alternativas "aceitáveis", exemplificando a afirmação com o vocábulo "anão", presente na cartilha, e que é substituído por "pessoas afetadas pelo nanismo". Hélio diz que o politicamente correto é necessário em alguns contextos, como em um artigo científico. Porém, diz que em outros contextos, o "chulo" é "imprescindível".
A cartilha foi mal recebida até mesmo por membros da cúpula do governo que afirmaram que o livro é "bobagem, uma perda de tempo e um irradiador de confusão sem motivo algum".